# Lena Szurmiej
Lena Szurmiej, właściwie Helena Szurmiej (ur. 30 października 1947 w Jaworze) – polska aktorka, reżyser, scenarzystka, choreograf, pedagog i działaczka społeczności żydowskiej.

## Życiorys
W 1961 ukończyła Szkołę Baletową przy Operze Wrocławskiej, a w 1970 Liceum Medyczne we Wrocławiu z tytułem dyplomowanej pielęgniarki.
W latach 1973–1976 studiowała w Studium Aktorskim przy Teatrze Żydowskim w Warszawie oraz była adeptem tego teatru. Po uzyskaniu dyplomu aktorskiego w 1976 została aktorką Teatru Żydowskiego, gdzie pracowała do 1992. W 1985 ukończyła studia na Wydziale Reżyserii Państwowej Wyższej Szkoły Teatralnej w Warszawie, gdzie uzyskała tytuł magistra sztuki. W latach 1984–1985 pracowała jak reżyser, scenarzysta i choreograf w Teatrze Falstaff w Szwecji. W latach 1987–1994 pracowała w zawodowych teatrach w Stanach Zjednoczonych, m.in. w Chicago, Nowym Jorku, Seattle, Nowym Orleanie, San Francisco i Milwaukee. W latach 1983–2008 pracowała także w polskich teatrach, m.in. Ateneum, Syrena, Za Dalekim, Ochoty, Rampa w Warszawie, Polskim w Szczecinie i Powszechnym w Łodzi. W latach 1989–2003 zajmowała się produkcją teatralną i telewizyjną, a w latach 1985–2000 pracowała jako reżyser, scenarzysta i choreograf w Teatrze Telewizji. W latach 2000–2008 była reżyserem w Teatrze Żydowskim. Od 2008 jest kierownikiem Studium Aktorskiego przy tym teatrze. 
Lena Szurmiej jest członkiem Prezydium Zarządu Głównego i od 2005 przewodniczącą Oddziału Warszawskiego Towarzystwa Społeczno-Kulturalnego Żydów w Polsce.

## Życie prywatne
Jest córką Szymona Szurmieja i rosyjskiej tancerki Aidy Szaszkiny (1925−2015). Ma troje rodzeństwa: Jana, Małgorzatę i Dawida

## Nagrody
- 1995: Teatr Telewizji – nagroda za reżyserię
- 1990: Festiwal Teatralny – USA, nagroda za reżyserię
- 1985: Festiwal Teatralny – Dania, nagroda za scenariusz i reżyserię
- 1983: Spektakl Dyplomowy – Teatr Ateneum, nagroda za reżyserię
- 1980: Szkoła Teatralna – Spektakl na I roku studiów, nagroda ITI za inscenizację i reżyserię
- 1980: Przegląd Piosenki Aktorskiej Wrocław
- 1979: Przegląd Piosenki Aktorskiej Wrocław

## Odznaczenia
- 2005: Krzyż Kawalerski Orderu Odrodzenia Polski
- 1985: Złoty Krzyż Zasługi

## Filmografia
- 1982: Austeria
- 1979: Komedianci
- 1979: Gwiazdy na dachu
- 1979: Dybuk